# Варищи (Московская область)
Варищи — деревня в городском округе Коломна Московской области России. Население — 15 чел. (2021).

## Население
| 1852 | 1859 | 1890 | 1926 | 2002 | 2006 | 2010 |
| ---- | ---- | ---- | ---- | ---- | ---- | ---- |
| 374  | ↗401 | ↘389 | ↘264 | ↘27  | ↘19  | ↘15  |
| 2015 | 2021 |      |      |      |      |      |
| ↗33  | ↘15  |      |      |      |      |      |

## География
Расположена в центральной части бывшего Озёрского района, примерно в 7 км к северу от центра города Озёры. В деревне две улицы — Клубная и Прудная. Связана автобусным сообщением с районным центром. Ближайшие населённые пункты — деревни Каменка, Марково и село Горы.

## История
В «Списке населённых мест» 1862 года Варищи — казённая деревня 1-го стана Коломенского уезда Московской губернии на левом берегу реки Оки от впадения в неё реки Москвы, в 24 верстах от уездного города, при пруде, с 59 дворами и 401 жителем (195 мужчин, 206 женщин).
По данным на 1890 год входила в состав Горской волости Коломенского уезда, число душ составляло 389 человек.
В 1913 году — 61 двор.
По материалам Всесоюзной переписи населения 1926 года — центр Варищинского сельсовета Горской волости, проживало 264 жителя (108 мужчин, 156 женщин), насчитывалось 62 крестьянских хозяйства.
В 1927 году Варищинский сельсовет был ликвидирован.
С 1929 года — населённый пункт в составе Озёрского района Коломенского округа Московской области, с 1930-го, в связи с упразднением округа, — в составе Озёрского района Московской области.
В 1939 году из Марковского сельсовета деревня передана в Горский сельсовет.
1959—1969 — населённый пункт в составе Коломенского района.
С 1994 по 2006 год — деревня Горского сельского округа Озёрского района.
До 2020 года относилась к городскому округу Озёры.